# Afonso Celso de Assis Figueiredo Júnior
Œuvres principales
- Por que me ufano de meu país (1900)

Afonso Celso de Assis Figueiredo Júnior (Ouro Preto, 1860 - Rio de Janeiro, 1938) était un homme politique, professeur d’université, historien, écrivain et journaliste brésilien.
Élu, dès que terminées ses études de droit, député national pour le Minas Gerais, il renonça cependant à la carrière politique peu après la proclamation de la république pour se consacrer, après son retour d’exil, où il avait suivi la famille impériale, au journalisme, au professorat et à l’histoire, tout en publiant parallèlement des œuvres littéraires en vers et en prose dans la veine romantique. Parmi ses travaux d’historien se signale en particulier un ouvrage sans autre prétention historiographique, mais qui connut une certaine fortune, intitulé Porque me ufano do meu país (litt. Pourquoi je m’enorgueillis de mon pays) ; ce livre, paru en 1900, dans lequel est développée une vision positive et exaltée du Brésil, et où l'auteur exprime sa foi dans les capacités et les atouts du pays, est à situer dans le contexte de la discussion en cours dans les dernières décennies du XIXe siècle sur les perspectives de développement du Brésil et venait explicitement s’inscrire en faux contre la vision pessimiste de certains auteurs qui tenaient que le Brésil souffrait de tares irréductibles (notamment raciales) lui interdisant de se hisser au premier rang des nations.

## Biographie
Né à Ouro Preto, pour lors capitale du Minas Gerais, Afonso Celso eut pour père le vicomte d’Ouro Preto, dernier président du Conseil des ministres de l’Empire, et pour mère Francisca de Paula Martins de Toledo, fille du conselheiro Joaquim Floriano de Toledo, qui fut colonel de la Garde nationale et président de la province de São Paulo à six reprises.
En 1880, il se diplôma à la faculté de droit de l’université de São Paulo, en soutenant une thèse sur le droit de la révolution.
À l’âge de 21 ans, à peine eut-il quitté les bancs de la faculté de droit, qu’il réussit à se faire élire député général (=national) du Minas Gerais, inaugurant le premier de quatre mandats successifs (1881-1889). À l’Assemblée générale, il exerça les fonctions de 1er secrétaire, et se signala par ses idées libérales et son caractère impétueux et combattif.
Avec la proclamation de la république en novembre 1889, il résolut, par solidarité avec son père, et quoiqu’ayant pris une part active aux campagnes abolitionnistes et républicaines, d’accompagner son père sur le chemin de l’exil, à la suite du départ de la famille impériale pour le Portugal.
Revenu au Brésil en 1892, mais s’étant ainsi éloigné de la politique (il renoncera définitivement à l’activité politique en 1903), il préféra désormais se vouer à son métier d’avocat, à l’enseignement du droit, aux belles lettres et au journalisme, publiant durant plus de 30 ans des articles dans de nombreux journaux cariocas et paulistas, dont Jornal do Brasil, qu’il cofonda, et Correio da Manhã, ainsi que dans la revue Revista Braziléa. Il fut titulaire de la chaire d’économie politique à la faculté des sciences juridiques et sociales de Rio de Janeiro et recteur de l’université fédérale de Rio de Janeiro de 1925 à 1926.
En 1892, il devint membre effectif de l’Institut historique et géographique brésilien (IHGB), dont il sera élu, après y avoir été orateur officiel durant près de dix ans, au poste de président perpétuel, succédant au baron de Rio Branco à la suite de la mort de celui-ci en 1912, et occupant ce poste jusqu’en 1938, c’est-à-dire pendant près de trois décennies. Il fut aussi l’un des membres fondateurs de l’Académie brésilienne des lettres.
Fervent catholique, il se vit conférer en 1905 le titre nobiliaire de comte romain par le Vatican. De militant politique qu’il avait été dans sa jeunesse, il bascula dans le militantisme religieux dans sa maturité. Patriote exalté, il appartint à ces hommes dont l’idéologie associait eschatologie, nationalisme et romantisme.
Il laissa une vaste œuvre, dans le domaine tant littéraire qu’historique ; l’un de ses ouvrages, Por que me ufano de meu país (litt. Pourquoi je m’enorgueillis de mon pays), paru en 1900, traduit et réédité pendant plusieurs décennies, fit naître le néologisme ufanismo, qui connut une certaine fortune, et fut à l’origine d’une sorte de culte d’amour à la patrie brésilienne, mais aussi au centre de vives discussions dans le pays.

## Œuvre littéraire
À l’âge de 15 ans, Afonso Celso publia Os Prelúdios (les Préludes), petite collection de poésies d’esprit romantique, à laquelle feront suite plusieurs autres recueils. Afonso Celso fut aussi l’auteur de plusieurs romans et récits.

## Travaux d’historien
Afonso Celso laissa une œuvre d’historien étendue, laquelle comprend, outre sept livres traitant pour l’essentiel d’événements politiques du règne de Pierre II ou évoquant les années d’exil de l’empereur, un grand nombre de discours, de biographies, de nécrologies et de monographies parues dans la revue de la Maison de la mémoire nationale (Casa da Memória Nacional, autre nom de l’IHGB).
Cependant, l’historiographie brésilienne tend à dédaigner ses écrits, à telle enseigne que  Sérgio Buarque de Holanda p.ex., dans sa synthèse intitulée O pensamento histórico no Brasil nos últimos cinqüenta anos (litt. la Pensée historique au Brésil des cinquante dernières années), rédigée spécialement pour le Suplemento Cultura Brasileira du journal carioca, Correio da Manhã, omet de seulement mentionner le nom d’Afonso Celso ; seul José Honório Rodrigues, dans son classique Teoria da história do Brasil de 1949, le jugea digne d’une référence, en l’espèce se rapportant à une brève communication intitulée O poder pessoal do Imperador (litt. le Pouvoir personnel de l’Empereur) et prononcée par Celso devant le 1er Congrès d’histoire nationale, qui avait été organisé par l’IHGB en 1914. D’autres chercheurs et intellectuels au contraire le citent fréquemment, notamment le philosophe João Cruz Costa, dans sa Contribuição à história das idéias no Brasil, et le critique littéraire Wilson Martins, dans son História da inteligência brasileira, le premier s’appuyant sur une contribution de Celso, Oito anos de parlamento, pour tracer le cheminement des principes républicains dans les dernières années de la monarchie, le second voulant souligner le rôle joué par Celso dans le paysage culturel brésilien, en particulier dans la diffusion des idées nationalistes durant la décennie 1910-1920 — du reste, Wilson Martins ira jusqu’à lui décerner le titre de « chef vénérable du nationalisme brésilien ».

### Le concept dedestindans l’Histoire
En tant qu’historien, Afonso Celso prétend ordonner, non seulement les faits du passé, mais aussi ceux du futur. Les événements, qui de prime abord se présentent comme une simple succession chronologique, un enchaînement de faits, acquièrent chez lui le caractère d’un destin tracé à l’avance, par l’effet de la règle et du compas de la Providence. Afonso Celso se montrait, dans sa rhétorique, adepte d’une histoire rationnellement intelligible ; articulant ensemble raison et foi, il s’appliqua à mettre en lumière la volonté divine et à en discerner plus clairement le tracé. Selon sa perception, l’histoire se déroule d’une façon linéaire, en accord avec une loi de développement général. Tous les événements, toutes les situations et tous des individus se produisent ou agissent en relation avec ce flux, dont ils reçoivent en définitive leur signification. Au sujet des succès obtenus par le baron de Rio Branco lors de la guerre de l'Acre, par exemple, Afonso Celso affirma : « […] C’est dans le passé, dans les vieilles archives, que son Excellence trouva les armes de son triomphe ». Certes, il s’empressera, un peu plus loin, de préciser que de telles ressources ne suffisent pas à elles seules à résoudre le problème intriqué des démarcations du territoire national ; mais si l’action de Rio Branco réussit, ce ne fut, en dernière analyse, que parce que « […] la Providence en vérité lui permit que, matériellement, s’accrût la terre bien-aimée… ». 
Afonso Celso amalgamait la vision de Bossuet à celle, catastrophique, de Joseph de Maistre : comme le premier, il admettait que Dieu se reposait sur les hommes eux-mêmes de la tâche de corriger leurs actes, mais comme le second, il supposait que la Providence, pour sauver l’humanité, usait du châtiment expiatoire.
Dans une telle conception de l’histoire, la Providence œuvre en toutes parts, mieux même, elle se montre toujours diligente et agissante. Il s’ensuit que la cause première ainsi que les causes dernières peuvent être invoquées comme raison d’être de tout événement et de toute situation. Aussi, tel un oracle, Afonso Celso s’enhardissait-il à faire des prédictions sur l’avenir. Le discours de bienvenue qu’il adressa aux délégués étrangers lors de la cérémonie d’ouverture du Premier Congrès international d’histoire d’Amérique, en 1922, apparaît à cet égard représentatif et mérite d’être rappelé. Au début de son allocution, s’autorisant d’une célèbre phrase de Turgot, « l’Amérique est l’espoir du genre humain », il met en contraste la sérénité de la situation politique dans l’hémisphère américain et la conflictuelle marche des événements dans l’Europe de l’entre-deux-guerres, pour ensuite méditer sur la destinée du continent américain :

« […] Le Nouveau Monde devient le rénovateur du monde ; la paix américaine se met en place […] la paix, dans l’anticipation de laquelle les anges salueront le Noël du Messie… Et, en vérité, à l’Amérique incombe une mission messianique : celle d’évangéliser et d’instaurer le droit, la justice, le bonheur possible sur la terre ; celle de régénérer, surtout par l’exemple, le genre humain… »

Dieu, converti de la sorte en moteur de l’histoire, ne cessera d’être nommé, invoqué et évoqué dans chaque réflexion d’Afonso Celso, dont les discours prenaient ainsi l’allure d’une succession d’oraisons et de professions de foi. Cependant, resté adepte du doute méthodique, observant les règles de la critique, et imprégné d’un providencialisme rationnel, Afonso Celso professait une conception de l’histoire où la foi s’évertuait à se concilier avec la science.

### Ufanismo
Le terme ufanismo fut forgé à partir du titre d’un livre d’Afonso Celso, Por que me ufano de meu país (litt. Pourquoi je m’enorgueillis de mon pays), lequel parut en 1901 à l’occasion du quatrième centenaire de la découverte du Brésil et que l’auteur lui-même qualifia de « léger travail de vulgarisation » composé à l’intention du jeune public. Ce néologisme est défini dans les principaux dictionnaires de langue portugaise comme « orgueil exacerbé de la patrie », « patriotisme excessif », ou encore comme « attitude, point de vue ou sentiment de ceux qui, influencés par le potentiel des richesses brésiliennes, par les beautés du pays, etc., en tirent gloire, démesurément ». Dans la plupart des acceptions assignées au vocable ufanismo sont clairement perceptibles les aspects d’exacerbation ou de démesure, vestiges sans doute du ton hyperbolique qui caractérise l’ouvrage d’Afonso Celso. Pour Antônio Dimas, ce livre finit par devenir « synonyme d’optimisme irrationnel et emblème d’un nationalisme poisseux, car il prêchait une adhésion irréfléchie au pays, en même temps qu’il exhumait une rhétorique grandiloquente et romantique, qu’à tort l’on donnait déjà pour morte et enterrée sous les coups du scientisme en vigueur depuis 1870 ». En effet, quelque effort que fît l’auteur pour mettre en avant, selon ses propres paroles, « des raisons solides et convaincantes » pour lesquelles l’amour de la patrie brésilienne ne serait point « irréfléchi et aveugle, mais au contraire raisonné, corroboré par l’observation », son zèle effréné à vouloir affirmer sur tous les plans la « supériorité du Brésil » demeure flagrante. 
Le concept du Brésil comme « pays neuf » — concept alors en vogue, mais ambigu, dénotant à la fois un potentiel, un pays en devenir, et l’idée d’immaturité, de retard — apparaît dans le livre d’Afonso Celso de deux manières différentes : d’une part comme l’affirmation que le Brésil serait « la meilleure partie du Nouveau Monde », et d’autre part comme la thèse voulant que l’avance prise par les pays européens serait imputable à leur seul « âge ». Le fait qu’Afonso Celso eut recours au concept de « pays neuf » démontre le conservatisme et la religiosité de sa vision ufaniste et édénique, où la vasteté territoriale et les richesses naturelles étaient vues comme des dons de Dieu et signaleraient en même temps la destinée grandiose réservée par Dieu au Brésil. Mais l’auteur eut soin d’autre part de réactualiser cette vision paradisiaque du Brésil, en ceci que tout en mettant en relief et en reprenant à son compte le contenu sémantique hérité du concept de Nouveau Monde, il expliqua le retard pris par le Brésil en alléguant du fait que, le pays étant d’avènement récent, son passé serait court en comparaison des pays du Vieux Monde ; néanmoins, souligne l’auteur, le Brésil a déjà accompli d’importants progrès : 

« Nous sommes, malgré tout, aussi avancés que les pays placés dans des conditions analogues aux nôtres, voire plus avancés qu’eux ; nous occupons le troisième rang parmi ceux de race latine, et seules nous dépassent la France et l’Italie. »

Pour pouvoir postuler que « la meilleure partie du Nouveau Monde, c’est le Brésil », Afonso Celso s’autorise du chroniqueur colonial Sebastião da Rocha Pita, auteur d’une História da América Portuguesa, qui donna de ce même postulat la justification suivante : « terres bienheureuses, à la surface desquelles tout n’est que fruits, dans le cœur desquelles tout n’est que trésors, dans les montagnes et rivages desquelles tout n’est qu’arômes ». Afonso Celso, ainsi que le relève Antonio Dimas, ne fait en réalité que « remettre en circulation un type de discours élogieux amplement utilisé par les romantiques et dont la racine primaire peut s’entrevoir dans les comptes rendus des chroniqueurs de la découverte du Brésil, qui s’attachèrent à édéniser la terre nouvelle, en contraste flagrant avec la décrépitude de l’Ancien Monde ». De fait, cette mise en contraste, telle que pratiquée à l’époque des grandes découvertes et du début de la colonisation, entre « l’âge d’or » où se trouverait le Nouveau Monde, et la décadence de l’Ancien Monde, semble se perpétuer dans l’antinomie entre Brésil et Vieux Monde telle qu’elle se fait jour dans l’ouvrage de Celso. On y lit en effet : 

« La nature ici ne s’épuise jamais ni ne se repose. En création incessante et infinie, elle tire de sa propre mort, des troncs tombés, des feuilles sèches, de nouveaux éléments de vie. »

Ou ailleurs encore : 

« Privilégié par la Providence, [le Brésil] n’a pas enregistré dans son histoire une de ces terribles catastrophes, communes à presque tous les peuples, soit dans l’ordre matériel, soit sur le plan moral. […] Il n’y a pas de cyclones tropicaux, comme aux États-Unis, pas d’inondations, comme en Espagne, pas de famines ou d’épidémies prolongées, comme en tant de lieux d’Europe et d’Asie. […] De tremblements de terre, l’on n’a point notion, ni gardé vestige. De volcans point, ni d’éteints, ni même de traces d’éteints. »

Quant à l’aspect temporel de la notion de pays neuf, Afonso Celso assure :

« Les autres peuples n’ont l’avantage sur nous que pour les choses que leur âge séculaire leur permit d’acquérir. Le Brésil peut devenir ce qu'eux sont. Eux en revanche ne seront jamais ce qu’est le Brésil. […] l’éducation, le perfectionnement, sont encore à venir. Nous sommes encore une aurore. Nous atteindrons nécessairement au brillant et à la chaleur de midi. »

En mettant ainsi en évidence l’importance de tout ce que le Brésil possédait grâce à la Providence divine, l’auteur était en mesure de relativiser l’« avantage » temporel dont bénéficiaient les pays européens. En outre, si le passé avait permis un progrès plus considérable des peuples européens, le présent apportait les preuves de la décadence des pays de l’Ancien Monde :

« Quelque pénible que soit la situation actuelle [du Brésil], elle a des perspectives incomparablement meilleures que celle de la Grèce, de l’Italie, du Portugal, même de la France. […] Tellement moins grave que celle des États européens ! Vers celui-là, la population émigre ; dans ceux-ci, elle décroît chaque jour. Dans tous, elle vit condamnée à ne pas déposer les armes, minée par la misère, divisée par des haines implacables, exploitée par l’esprit de lucre, menacée par les anarchistes. »

Afonso Celso tendait à minimiser à l’excès, quand il ne les ignorait pas tout à fait, les graves problèmes nationaux du Brésil, et faisait montre d’un optimisme démesuré. Il est à noter que la réalisation d’une destinée grandiose paraît ici fort peu dépendre des Brésiliens eux-mêmes, ce qui constitue la grande faiblesse du livre : l’absence d’un projet véritablement civique ; en effet, dans la vision d’Afonso Celso, le résultat posé comme évident à partir du constat des richesses naturelles, serait atteint avec l’aide de Dieu :

« Ayons confiance. Il y a une logique immanente : de tant de prémisses de grandeur ne peut résulter qu’une grandiose conclusion. Ayons confiance en nous-mêmes, ayons confiance à l’avenir, ayons confiance, surtout, en Dieu, qui ne nous aurait pas accordé des dons aussi précieux pour que nous les dilapidions stérilement. Dieu ne nous abandonnera pas. S’il a pourvu le Brésil avec une magnanimité particulière, c’est parce qu’il lui réserve de hautes destinées. »

Afonso Celso, qui ne pouvait ignorer la thèse, défendue notamment par Francisco Adolfo de Varnhagen et Raimundo Nina Rodrigues, supposant l’inaptitude du peuple brésilien, jugea nécessaire d’affirmer que la nature ne constituait pas le « titre de gloire exclusif et principal » du Brésil, et que la « nationalité » également devait être motif d’orgueil. Cette réaffirmation s’imposait d’autant plus que fleurissaient alors, avec une grande apparence de crédibilité, des visions pessimistes sur l’homme brésilien, basées sur les théories raciales alors en vogue, et qu’au tournant du siècle, la dégénérescence tropicale et raciale représentaient les thèmes dominants dans les travaux scientifiques. Après l’abolition de l’esclavage au Brésil, la science sera de plus en plus sollicitée pour déterminer dans quelle mesure la « nature » était susceptible de compromettre l’idée de « l’égalité sociale et politique de la nouvelle république en ce qui a trait aux noirs et aux mulâtres ». Pour l’heure, commentant la supposée infériorité du Brésilien, Afonso Celso adopte une attitude défensive, soulignant dans les premiers paragraphes de son livre : 

« Nombreux sont ceux qui osent affirmer qu’être brésilien comporte la condition d’infériorité. Soit ignorance, soit mauvaise foi ! Être brésilien signifie distinction et avantage. Vous êtes en droit de proclamer, pleins de fierté, votre origine, sans crainte de confronter le Brésil aux premiers pays du monde. Il y en a plusieurs de plus prospères, de plus puissants, de plus brillants que le nôtre. Aucun cependant de plus digne, de plus riche de promesses fondées, de plus enviable. »

Dans le chapitre traitant des « nobles prédicats du caractère national », Afonso Celso entreprend de réfuter quelques-uns des arguments avancés par les courants scientifiques enclins à dénigrer le Brésilien :

« Le Brésilien, physiquement, n’est pas un dégénéré. L’on en remarque beaucoup de haute stature, d’une vigueur et d’une agilité peu communes. Quant à son tempérament, même ses pires détracteurs ne peuvent nier qu’il en ait. »

La liste des qualités typiquement nationales des Brésiliens que dresse Afonso Celso est longue, et si l’auteur a consenti à y porter çà et là tel ou tel des caractères mis en avant par les « détracteurs » de la nationalité brésilienne, c’est dans l’intention d’en interpréter la survenue comme la manifestation excessive d’un attribut positif. Ces qualités singulières s’énoncent comme suit : le sentiment d’indépendance élevé parfois jusqu’à l’indiscipline ; l’hospitalité ; l’attachement à l’ordre, à la paix, à l’amélioration de soi ; la patience et la résignation ; la douceur, la longanimité, le désintéressement ; le scrupule dans l’accomplissement des obligations souscrites ; l’esprit extrême de charité ; la réceptivité qui dégénère parfois en imitation de l’étranger ; la tolérance ; l’absence de préjugés de race, de religion, de couleur, de position sociale, jusqu’à déchoir dans la promiscuité ; la probité dans l’exercice de fonctions publiques ou privées. Dans le même sens, Afonso Celso ne cherche pas à nier la proverbiale indolence du Brésilien, mais s’efforce de la justifier :

« Déjà, la principale cause de quelques autres propensions a disparu de notre milieu — l’esclavage. "Le peuple brésilien est trop indolent que pour être mauvais" — a écrit quelqu’un. Sans aucun doute, notre terre opulente, les facilités de la vie, nous dispensent de toute grande diligence et de l’effort. »

Parmi les œuvres littéraires se rattachant à l’ufanisme, le poème A pátria (litt. la Patrie) d’Olavo Bilac est l'une des plus récitées et en restera sans doute l’un des échantillons les plus accomplis : 
| Ama, com fé e orgulho, a terra em que nasceste! Criança! Não verás nenhum país como este! Olha que céu! Que mar! Que rios! Que floresta! A natureza, aqui, perpetuamente em festa, É um seio de mãe a transbordar carinhos. Vê que vida há no chão! Vê que vida há nos ninhos, Que se balançam no ar, entre os ramos inquietos! Vê que luz, que calor, que multidão de insetos! Vê que grande extensão de matas, onde impera Fecunda e luminosa, a eterna primavera! Boa terra! Jamais negou a quem trabalha O pão que mata a fome, o teto que agasalha… Quem com o seu suor a fecunda e umedece, Vê pago o seu esforço, é feliz, e enriquece! Criança! Não verás país nenhum como este: Imita na grandeza a terra em que nasceste! | Chéris, avec foi et orgueil, la terre où tu naquis ! Enfant ! Tu ne verras aucun pays comme celui-ci ! Regarde, quel ciel ! Quelle mer ! Quels fleuves ! Quelle forêt ! La nature, ici, perpétuellement en fête, Est un giron maternel débordant de tendresses. Vois quelle vie il y a sur le sol ! Vois quelle vie il y a dans les nids, Qui se balancent dans l’air, entre les branches inquiètes ! Vois quelle lumière, quelle chaleur, quelle multitude d’insectes ! Vois quelle grande étendue de bois, où règne Fécond et lumineux, l’éternel printemps ! Bonne terre ! Jamais elle ne refusa à celui qui travaille Le pain qui tue la faim, le toit qui emmitoufle… Celui qui par sa sueur la féconde et l’humidifie, Se voit payé de ses efforts, est heureux, et s’enrichit ! Enfant ! Tu ne verras aucun pays comme celui-ci : Imite dans la grandeur la terre où tu naquis ! |

Il convient de relever ici une différence fondamentale entre les types respectifs de patriotisme célébrés par les œuvres d’Olavo Bilac et d’Afonso Celso. Le travail comme condition de la richesse, encore que dans une perspective fort naïve, est certes évoqué à la fin du poème de Bilac ci-dessus ; toutefois, ce texte doit être considéré dans le contexte général du recueil Poesias Infantis (Poésies enfantines), dont les poèmes laissent entrevoir, en en faisant l’éloge, un ensemble de valeurs et d’attitudes, différentes et complémentaires, dont il est souhaité par Bilac qu’elles s’associent à l’ufanisme en vue de l’élaboration d’un projet civique et civilisateur, axé sur la construction d’un homme nouveau, doté d’une nouvelle sensibilité liée à l’idéologie bourgeoise libérale.